# Bithoracochaeta varicornis
Bithoracochaeta varicornis är en tvåvingeart som först beskrevs av Daniel William Coquillett 1900.  Bithoracochaeta varicornis ingår i släktet Bithoracochaeta och familjen husflugor.
Artens utbredningsområde är Puerto Rico. Inga underarter finns listade i Catalogue of Life.